# Mark Lawrence
Mark Lawrence (n. 28 ianuarie 1966, SUA) este un scriitor anglo-american de literatură fantasy, cunoscut în principal pentru trilogia Imperiul fărâmițat. În 2014, a primit premiul David Gemmell Legend pentru cel mai bun roman pentru Emperor of Thorns.

## Biografie
Mark Lawrence s-a născut pe 1 ianuarie 1968 în Statele Unite. Pe când era copil, părinții lui s-au mutat în Marea Britanie. Lucrează ca scriitor și cercetător științific în domeniul inteligenței artificiale, colaborând cu guvernele american și britanic. Este căsătorit și are patru copii, unul dintre ei cu dizabilități.

## Cariera literară
Prima operă a lui Lawrence, Prințul Spinilor, a fost publicată în luna august 2011 de Ace / Voyager și a ajuns finalistă a premiului Goodreads Choice pentru "Cel mai bun fantasy din 2011", a premiului David Gemmell Morningstar în 2012 și pe lista scurtă a premiului Imaginales (pentru roman străin) în 2013. Prințul Spinilor s-a aflat și pe lista "Celor mai bune lansări fantasy din 2011" de la Barnes & Noble.
A doua carte, King of Thorns a apărut exact un an mai târziu la aceeași editură și a ajuns finalistă a aceluiași premiu Goodreads Choice, de data aceasta pentru "Cel mai bun fantasy din 2012" King of Thorns' s-a aflat și pe lista "Celor mai bune lansări fantasy din 2012" de la Barnes & Noble și a fost finalist în 2013 la premiul David Gemmell Legend.
Ultima carte a trilogiei Imperiul Fărâmițat, Emperor of Thorns, a fost lansat în luna august 2013 de Ace / Voyager. Vânzările primei săptămâni au adus cartea pe lista de bestellere din Sunday Times. Cartea a fost finalistă a premiului Goodreads Choice (2013) și a câștigat premiul David Gemmell Legend (2014).
Prince of Fools, apărut în iunie 2014 la Ace/Voyager, a fost semifinalist al premiului Goodreads Choice pentru "Cel mai bun fantasy din 2014", categoria extinsă.
La ora actuală, opera lui Lawrence a fost tradusă în 20 de limbi.

### Romane
Trilogia Imperiul fărâmițat
- Prince of Thorns (2011)

ro. Prințul spinilor - editura Trei, 2014
- King of Thorns (2012)

ro. Regele spinilor - editura Nemira, 2019
- Emperor of Thorns (2013)

The Red Queen's War
- Prince of Fools (2014)
- The Liar's Key (2015)[1]

### Nuvele și povestiri
- "Dark Tide" (2012) - apărută în antologia Fading Light
- "Quick" (2013) - apărută în antologia Triumph Over Tragedy
- "Select Mode" (2013) - apărută în antologia Unfettered